# Llamas de la vida
Llamas de la Vida (Chamas da Vida en portugués) es una telenovela brasileña producida y emitida por Rede Record, cuyo estreno fue el 8 de julio de 2008. Es una telenovela creada por Cristianne Fridman, en colaboración con Paula Richard, Renata Dias Gomes, Camilo Pellegrini y Nélio Abbade. La dirección estuvo a cargo de Roberto Bomtempo y Rudi Lagemann, y la dirección general de Edgard Miranda. 

## Trama
Pedro es un bombero que vive en Tinguá. Tras la muerte de sus padres, tuvo que hacerse cargo del cuidado de sus tres hermanos: Viviane, Rafael y Antonio, quien trabaja en la fábrica de Helados Sabrosos (GG). 
Por las noches, Antonio integra una banda que practica actos de vandalismo de barrio, además de usar drogas, lo que significa que su convivencia con Pedro no es nada suave. Pedro está en pareja con Ivonete, hermana gemela de Wallace, su amigo desde la infancia. 

Carolina es la única hija de Walter, propietario de GG, y de Arlete. Carolina vive en Urca y administra su propia empresa de producción de vídeos. Está en pareja con Tomás desde hace tres años. Está a punto de casarse con él, sin sospechar que el hombre no sólo no la ama, si no que también está interesado en la fábrica de su padre. Vilma, la madre de Tomás, quiere que ambos se unan en matrimonio, así la familia de ésta pueda reanudar el control de GG. Su finado esposo Juan fundó la fábrica en asociación con Walter, pero después de sospechar que Juan fue robado, Walter tomó el control de toda la planta. 
Pedro y Carolina se conocieron desde la infancia, pero con el tiempo perdieron contacto. Más tarde, después de un incendio provocado por Antonio durante una reunión de empleados de la fábrica, Pedro y Carolina son presentados por Vó Tuquinha, y es allí cuando recuerdan que se conocieron el pasado. Más tarde Tomas se torna celoso al ver la manera en que la "amistad" de Pedro y Carolina es un tanto cercana. 
Antonio fue despedido de GG, lo cual hace que su relación con Pedro sea cada vez peor.
Carolina, que estaba grabando el fuego en la fábrica, queda atrapada cuando un misterioso pirómano incendia las aulas de Walter y sus experimentos químicos. Durante la intervención de los bomberos, Peter salva a Wallace en lugar de Carolina. Antonio fue atacando la fábrica la misma noche del incendio (para vengarse del hecho de que fue despedido unas horas antes), y las sospechas recaen sobre él en Tinguá, culpándolo por causar el incendio y la muerte del papá de Manú. Luego fue condenado a servicios públicos de ayuda a los niños pobres y huérfanos.
Al darse cuenta el interés mutuo entre Pedro y Carolina, Ivonete decide aliarse con Thomas, quien, a su vez, está interesado en ella. Mientras tanto, Vilma falsifica una póliza de seguros para que las sospechas del incendio caigan sobre Walter.

## Escenario
La telenovela se ubica en Río de Janeiro, más específicamente en Baixada Fluminense, así como escenarios los barrios Tinguá, Urca y Flamenco. Tinguá es uno de los principales aspectos más destacados de la parcela, con la corporación, que es parte de los bomberos protagonista, Peter, siendo responsable de esa zona, donde también se encuentra la Reserva biológica de Tinguá, sitio de las primeras escenas que se encontraban en el aire (una simulación salvamento).

## Reparto
- Leonardo Brício - Pedro Galvão Ferreira
- Juliana Silveira - Carolina Monteiro de Azevedo Castro
- Bruno Ferrari - Tomás Oliveira Santos
- Lucinha Lins - Vilma Oliveira Santos
- Jussara Freire - Arlete Monteiro Azevedo de Castro
- Antônio Grassi - Walther Azevedo de Castro
- Amandha Lee - Ivonete
- Floriano Peixoto - Miguel
- Milhem Cortaz - Cazé
- Ana Paula Tabalipa - Raíssa Mendes
- Gabriel Gracindo - Júnior (Eurico Camargo Jr.)
- Raymundo de Souza - Tenente-Coronel Eurico Camargo
- Roger Gobeth - Guilherme
- Ewerton de Castro - Britto
- Íris Bruzzi - Vó Tuquinha
- Umberto Magnani - Dionísio Cardoso de Oliveira
- Thiago de Los Reyes - Gustavo Oliveira Santos (Guga)
- Letícia Colin - Viviane Galvão Ferreira
- Dado Dolabella - Antônio Galvão Ferreira
- Juliana Lohmann - Manuela (Manu)
- Andréia Horta - Beatriz Oliveira Santos
- Marilu Bueno - Catarina
- Nathália Rodrigues - Suelen
- Luiza Curvo - Michelle
- Giuseppe Oristânio - Roberto Cardoso de Oliveira
- Mariana Hein - Andressa
- Edward Boggis - Diego
- Rafael Queiroga - Léo
- André de Mauro - Lipe
- Stella Freitas - Roseclair
- Lisandra Parede - Telma
- Igor Cotrim - Jairo
- Vítor Hugo - Marreta
- Guilherme Leme - André
- Catarina Abdala - Margaret
- Roberta Santiago - Gildete Rodrigues
- Ivone Hoffman - Odiléia
- Tássia Camargo - Lourdes
- Nathalia Lima Verde- Izabel
- Roberto Bontempo - Docinho
- Lu Grimaldi - Mercedes
- Verônica Debom - Carla
- Dáblio Moreira - Demorô
- Giordana Forte - Cíntia
- Claudiana Cotrim - Marlene
- Waldir Gozzi - Ricardo
- Vanessa Pascale - Verônica
- Denise Orthis - María da Glória
- João Vithor - Rafael Galvão Ferreira (Rafa)
- Dudu Cury - Joaquim

### Participaciones especiales
- Rodrigo Faro - Wallace
- Roney Villela - Carlão
- João Velho - Lagarto
- Kito Junqueira - Paulo
- María Silvia - Mirian
- Gustavo Ottoni - Adeilson

## Banda sonora
- "Fogo e Paixão" - Fábio Jr.
- "Feelings" - Morris Albert
- "Carolina" - Seu Jorge
- "Epitáfio" - Nasi
- "Fire" - Dr. Sin
- "Sinais de Fogo" - Antônio Villeroy
- "Hoje Eu Quero Sair Só" - Lenine
- "Escolha, Provas e Promessas" - CPM 22
- "Primeiros Erros" - Mikefoxx
- "Destino" - Dado Dolabella
- "Meu Mundo Ficaria Mais Completo com Você" - Cássia Eller
- "Sem Dívida, Nem Dúvida - Jorge Aragão
- "Nossa Música" - CPM 22
- "Toda Noite / Eu e Você" - Swing & Simpatía
- "Faz o Pagode Explodir" - Dudu Nobre
- "Sai Dessa" - Aline Muniz
- "Me Liga" - Os Paralamas do Sucesso
- "Entre a Sola e o Salto" - Alcíone & Gilberto Gil
- "Timoneiro" - Paulinho da Viola
- "Qualquer Coisa" - Arnaldo Antunes